# 擤鼻

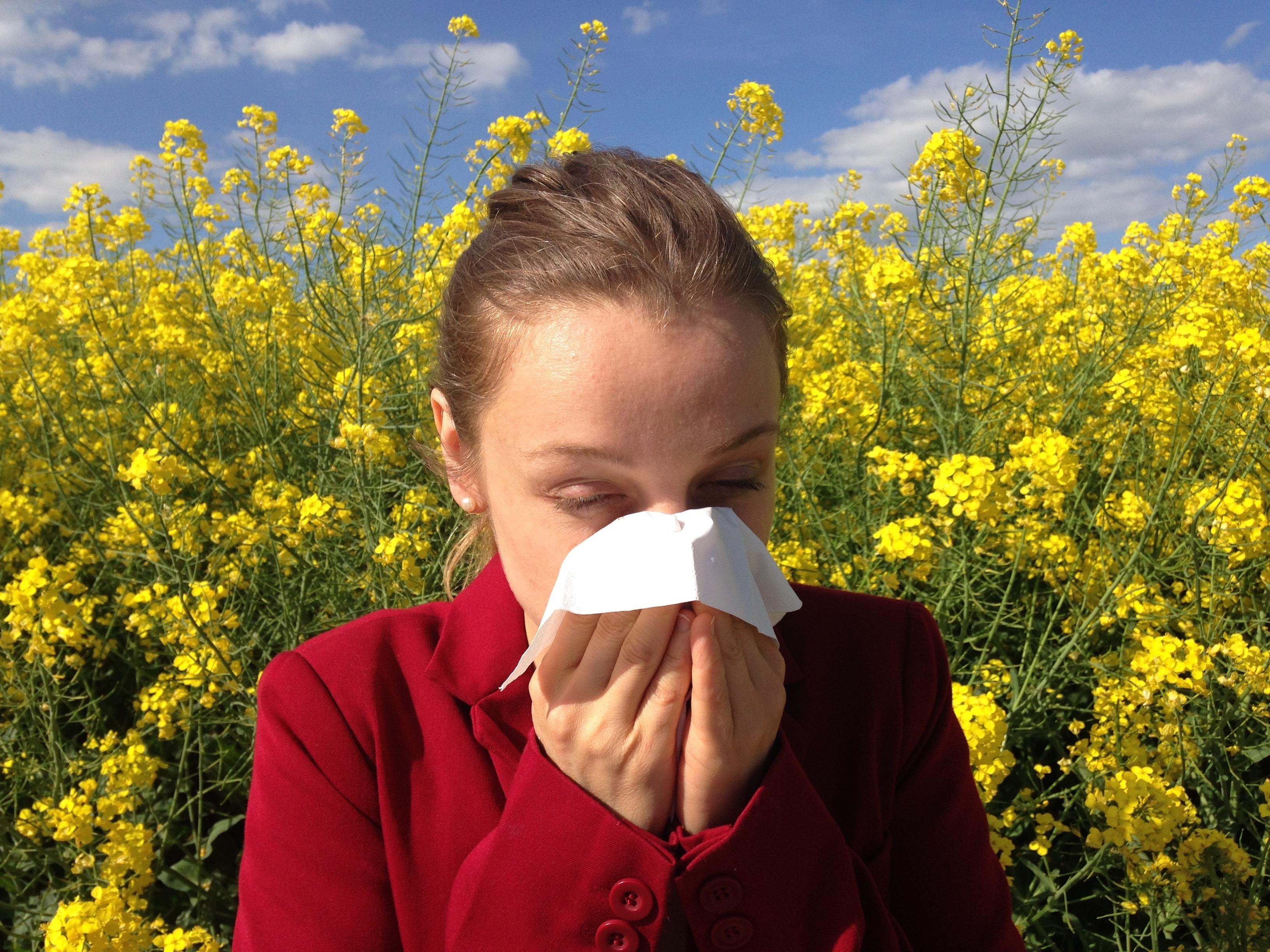
ティッシュペーパーで鼻をかむ仕種

擤鼻（こうび、英:blow one's nose）とは、鼻に在る鼻汁（鼻水）を息で吹き出して体外に排出する行為。
洟擤み（はなかみ）とも。動詞では「擤む（かむ、はなかむ）」という。
擤鼻の際は汚らしい音が発生するので人前で行うことは日本ではマナー違反と考えられている。

## 擤鼻を行う理由
- 鼻炎などで鼻がつまった際、呼吸経路の確保のため
- くしゃみをした際、その勢いで鼻腔内に溢れ出し溜まった鼻汁を除去するため
- 熱い料理(ラーメンやうどんなど)を食べた際、汗水が鼻から出てきた時
- 啼泣の際、涙が鼻から出てきて汚穢さを感じさせるため

## 鼻汁の出す先
- ティッシュペーパー／ちり紙（鼻紙）

日本人が擤鼻を行う際に最も一般的に用いる道具である。鼻周りの摩擦が起きやすく、それを防ぐためには、高級素材を使用した肌にやさしいタイプが用いられる。
ティッシュペーパーの普及以前は、ちり紙（低級品の和紙）が使われた。この目的で用いるちり紙は、鼻紙とも呼ばれた。
- ハンカチ

主に欧米人などに多い。ティッシュペーパーは消耗品であるが、こちらはポケットに入れ体温で乾かして何度でも用いる。もちろん限界はあり、たまには洗う事が必要である。日本人には不潔な慣習と思われがちであるが、鼻周りにダメージを与えにくいという長所もある。
- 手鼻

道具を用いずに、両手を用いる方法である。

## リスク
この行為のやりすぎは様々なリスクを生みやすい。
- 鼻血が出る

鼻腔に刺激を与えるため。特に鼻腔内に血が噴出しやすい血管を備えている人は注意が必要である。
- 鼻の周りがこすれる

材質の粗いティッシュペーパーを用いた場合起きやすい。これは鼻汁の付いた鼻周りを拭き取るとき、必要な油分まで拭き取ってしまい、極度の乾燥状態を生んでしまうことも所以である。鼻汁の菌が傷口に入り込み悪化させてしまうことがある。
- 中耳炎を引き起こす

鼻と耳は繋がっていて洟を擤む行為と同時に鼻の奥にある耳管も広がるので耳の中に鼻水が入り込んでしまう場合がある。よって洟を擤んだとき耳が痛くなったり遠くなったりする場合がある。洟を擤みすぎた鼻汁の菌が耳に行き中耳炎になる危険性がある。

## 擬音
日本の漫画などにおいて、擤鼻を描写する際は、「ちーん」という擬音が広く用いられている。また、漫画以外においても、親が幼児に対して「ちーんしましょうね」などと、行為自体を指し示すのに用いる場合もある。